# جون لي أندرسون
جون لي أندرسون (بالإنجليزية: Jon Lee Anderson)‏ هو مراسل عسكري وصحفي وكاتب أمريكي، ولد في 15 يناير 1957 في كاليفورنيا في الولايات المتحدة.

## وصلات خارجية
- جون لي أندرسون على موقع IMDb (الإنجليزية)
- جون لي أندرسون على موقع ألو سيني (الفرنسية)
- جون لي أندرسون على موقع قاعدة بيانات الفيلم (الإنجليزية)
- جون لي أندرسون على موقع كينوبويسك (الروسية)